# Звуз
Звуз (пол. Zwóz) — село в Польщі, у гміні Добродзень Олеського повіту Опольського воєводства.
Населення — 106 осіб (2011).
У 1975-1998 роках село належало до Ченстоховського воєводства.

## Демографія
Демографічна структура станом на 31 березня 2011 року:
|          | Загалом | Допрацездатний вік | Працездатний вік | Постпрацездатний вік |
| -------- | ------- | ------------------ | ---------------- | -------------------- |
| Чоловіки | 52      | 7                  | 35               | 10                   |
| Жінки    | 54      | 12                 | 31               | 11                   |
| Разом    | 106     | 19                 | 66               | 21                   |